# Zoran Gajić (calciatore)
Zoran Gajić (in serbo Зоран Гајић?; Belgrado, 18 maggio 1990) è un calciatore serbo, difensore svincolato.

## Carriera
Ha giocato nella massima serie dei campionati ceco, bulgaro ed armeno.
Il 13 luglio 2022 durante il ritorno del primo turno turno di UEFA Champions League 2022-2023 segna una doppietta decisiva contro il CFR Cluj ai minuti 89' e 119' che manda la sfida ai rigori, in cui la sua squadra riesce sorprendentemente a vincere.

## Palmarès

### Club

#### Competizioni nazionali
- Coppa della Repubblica Ceca: 1

Fastav Zlín: 2016-2017